# Frankenstein (Saksen)
Frankenstein was een kleine stad in de Duitse deelstaat Saksen. Sinds 1 januari 2012 is het onderdeel van de stad Oederan in het district Mittelsachsen.